# Arquidiócesis de Harare
La arquidiócesis de Harare (en latín: Archidioecesis Hararen(sis) y en inglés: Roman Catholic Archdiocese of Harare) es una circunscripción eclesiástica latina de la Iglesia católica en Zimbabue, sede metropolitana de la provincia eclesiástica de Harare. La arquidiócesis tiene al arzobispo Robert Christopher Ndlovu como su ordinario desde el 10 de junio de 2004.

## Territorio y organización
La arquidiócesis tiene 63 555 km² y extiende su jurisdicción sobre los fieles católicos de rito latino residentes en los distritos de Mazowe, Bindura, Shamva, Murewa, Rushinga (a sur del río Mazowe), Mudzi, Mutoko, Kadoma, Chegutu, Harare, Goromonzi, Seke, Marondera, Charter, Wedza y Buhera.
La sede de la arquidiócesis se encuentra en la ciudad de Harare, en donde se halla la Catedral del Sagrado Corazón.
En 2019 en la arquidiócesis existían 57 parroquias.
La arquidiócesis tiene como sufragáneas a las diócesis de: Chinhoyi, Gokwe y Mutare. 

## Historia
La misión sui iuris del Zambeze fue erigida el 2 de julio de 1879, obteniendo el territorio del vicariato apostólico de Natal (hoy arquidiócesis de Durban). La obra de evangelización fue encomendada a los misioneros de la Compañía de Jesús.
El 9 de marzo de 1915, con el decreto Plenariis in comitiis de la Congregación de Propaganda Fide, la misión sui iuris fue elevada a la categoría de prefectura apostólica.
El 14 de julio de 1927 cedió una parte de su territorio para la erección de la prefectura apostólica de Broken Hill (hoy arquidiócesis de Lusaka) mediante el breve Ex hac sublimi del papa Pío XI, y al mismo tiempo cambió su nombre por el de prefectura apostólica de Salisbury.
El 4 de enero de 1931 cedió otra porción de territorio para la erección de la misión sui iuris en Bulawayo (hoy arquidiócesis de Bulawayo) mediante el breve Congregationis Missionariorum del papa Pío XI.
El 3 de marzo de 1931 la prefectura apostólica fue elevada a vicariato apostólico con el breve Compertum habemus del papa Pío XI.
El 2 de febrero de 1953 cedió una porción de territorio para la erección de la prefectura apostólica de Umtali (hoy diócesis de Mutare) mediante la bula Apostolicas Praefecturas del papa Pío XII.
El 29 de junio de 1953 cedió otra porción de territorio para la erección de la prefectura apostólica de Wankie (hoy diócesis de Hwange) mediante la bula Ad Christi religionem del papa Pio XII.
El 1 de enero de 1955 fue elevada al rango de arquidiócesis metropolitana con la bula Quod Christus del papa Pío XII.
El 17 de diciembre de 1973 volvió a ceder una parte de su territorio para la erección de la prefectura apostólica de Sinoia (hoy diócesis de Chinhoyi) mediante la bula Verba Christi del papa Pablo VI.
El 25 de junio de 1982 tomó su nombre actual.

## Estadísticas
De acuerdo con el Anuario Pontificio 2020 la arquidiócesis tenía a fines de 2019 un total de 640 170 fieles bautizados.
| Año                                                                             | Población            | Población | Población      | Sacerdotes | Sacerdotes    | Sacerdotes    | Bautizados por sacerdote | Diáconos permanentes | Religiosos | Religiosos | Parroquias |
| Año                                                                             | Bautizados católicos | Total     | % de católicos | Total      | Clero secular | Clero regular | Bautizados por sacerdote | Diáconos permanentes | Varones    | Mujeres    | Parroquias |
| ------------------------------------------------------------------------------- | -------------------- | --------- | -------------- | ---------- | ------------- | ------------- | ------------------------ | -------------------- | ---------- | ---------- | ---------- |
| 1950                                                                            | 44 279               | 1 023 567 | 4.3            | 82         | 2             | 80            | 539                      |                      | 27         | 308        |            |
| 1970                                                                            | 176 242              | 2 085 910 | 8.4            | 158        | 21            | 137           | 1115                     |                      | 188        | 482        | 23         |
| 1980                                                                            | 209 187              | 2 197 844 | 9.5            | 119        | 28            | 91            | 1757                     |                      | 133        | 467        | 9          |
| 1990                                                                            | 254 835              | 3 211 334 | 7.9            | 111        | 34            | 77            | 2295                     |                      | 108        | 423        | 3          |
| 1999                                                                            | 363 027              | 4 392 568 | 8.3            | 154        | 42            | 112           | 2357                     |                      | 241        | 397        | 3          |
| 2000                                                                            | 400 586              | 4 515 578 | 8.9            | 151        | 41            | 110           | 2652                     |                      | 253        | 411        | 3          |
| 2001                                                                            | 452 468              | 4 642 014 | 9.7            | 132        | 36            | 96            | 3427                     |                      | 215        | 395        | 3          |
| 2002                                                                            | 369 771              | 4 443 427 | 8.3            | 133        | 37            | 96            | 2780                     |                      | 233        | 273        | 41         |
| 2003                                                                            | 379 291              | 4 771 838 | 7.9            | 129        | 39            | 90            | 2940                     |                      | 223        | 351        | 43         |
| 2004                                                                            | 483 293              | 4 866 000 | 9.9            | 124        | 38            | 86            | 3897                     |                      | 295        | 350        | 43         |
| 2006                                                                            | 499 810              | 4 936 000 | 10.1           | 134        | 36            | 98            | 3729                     |                      | 272        | 365        | 43         |
| 2007                                                                            | 512 215              | 4 960 440 | 10.3           | 138        | 38            | 100           | 3711                     | 1                    | 318        | 373        | 43         |
| 2013                                                                            | 565 000              | 5 544 000 | 10.2           | 163        | 59            | 104           | 3466                     |                      | 294        | 302        | 54         |
| 2016                                                                            | 601 000              | 3 351 465 | 17.9           | 168        | 53            | 115           | 3577                     |                      | 305        | 290        | 56         |
| 2019                                                                            | 640 170              | 3 569 900 | 17.9           | 166        | 56            | 110           | 3856                     |                      | 287        | 254        | 57         |
| Fuente: Catholic-Hierarchy, que a su vez toma los datos del Anuario Pontificio. |                      |           |                |            |               |               |                          |                      |            |            |            |

## Episcopologio
- Henri Joseph Depelchin, S.I. † (2 de julio de 1879-abril de 1883 renunció)
- Alfred Weld, S.I. † (1883-1887 renunció)
- Alphonse Daignault, S.I. † (1887-1891 renunció)
- Henry Schomberg Kerr, S.I. † (1891-18 de agosto de 1895 falleció)
- Richard Sykes, S.I. † (1896-1904 renunció)
- Ignatius Gartlan, S.I. † (1904-1911 renunció)
- Edward Parry, S.I. † (1911-1915 renunció)
- Richard Sykes, S.I. † (9 de marzo de 1915-diciembre de 1919 falleció) (por segunda vez)
- Edward Parry, S.I. † (enero de 1920-mayo de 1922 falleció) (por segunda vez)
- Robert Brown, S.I. † (1922-1931 renunció)
- Aston Chichester, S.I. † (24 de febrero de 1931-23 de noviembre de 1956 renunció[10])
- Francis William Markall, S.I. † (23 de noviembre de 1956 por sucesión-31 de mayo de 1976 renunció)
- Patrick Fani Chakaipa † (31 de mayo de 1976-8 de abril de 2003 falleció)
- Robert Christopher Ndlovu, desde el 10 de junio de 2004